# Christisonia unicolor
Christisonia unicolor är en snyltrotsväxtart som beskrevs av Gardn.. Christisonia unicolor ingår i släktet Christisonia och familjen snyltrotsväxter. Inga underarter finns listade i Catalogue of Life.